# Luca Vanni
Luca Vanni (Arezzo, 4 giugno 1985) è un ex tennista e allenatore di tennis italiano.
Giunto ad alti livelli già trentenne, nel 2015 ha raggiunto la sua prima e unica finale ATP al Brasil Open, perdendo contro Pablo Cuevas al tie-break del terzo set. Vanta cinque titoli Challenger conquistati in singolare tra il 2015 e il 2018 e uno in doppio nel 2011.
Si è qualificato quattro volte per il primo turno nei tornei del Grande Slam ed è arrivato al 100º posto nel ranking mondiale di singolare nel 2015.
Nel 2021 si ritira dal circuito agonistico professionale ed entra nel gruppo tecnico dei collaboratori di Andrea Pellegrino.

## Carriera da giocatore

### 2004-2010: inizi da professionista e primi titoli ITF
Fa la sua prima apparizione tra i professionisti in un torneo di doppio ITF nel 2004. Rientra nel 2006 e inizia a giocare con continuità, a luglio disputa la prima finale in doppio al torneo ITF Italy F22 e la settimana successiva alza il primo trofeo da professionista vincendo il doppio all'Italy F23. Un mese più tardi vince il primo titolo in singolare all'Italy F26 di Avezzano. Nel corso della stagione fa inoltre il suo esordio con una vittoria in singolare in un torneo dell'ATP Challenger Tour a Como ed esce di scena al secondo turno.
Nei 4 anni successivi continua a raccogliere successi nei tornei ITF, mentre gioca raramente nel circuito Challenger e non va oltre un quarto di finale in singolare e due semifinali in doppio. Nel 2008 fa la sua prima esperienza nel circuito maggiore alle qualificazioni dello Zagreb Indoors, vince il primo match contro Josko Topic e viene eliminato al secondo da Serhij Stachovs'kyj.

### 2011-2014: primo titolo Challenger
Dopo aver vinto otto tornei ITF in doppio e sei in singolare, nel 2011 vince il primo e unico titolo Challenger in doppio in carriera a Todi in coppia con Stefano Ianni; l'anno successivo perde la finale di doppio al Lima Challenger assieme a Claudio Grassi.
Nel luglio 2104, dopo aver vinto il suo 16º e ultimo torneo Futures in singolare, raggiunge la prima finale Challenger in singolare a Kaohsiung e viene sconfitto dal nº 47 del mondo Lu Yen-hsun con il punteggio di 7–6(7), 4-6, 4-6. Con questo risultato entra per la prima volta nella top 200 del ranking, in 172ª posizione, e chiude la stagione con il nuovo best ranking alla 151ª. Quell'anno tenta le qualificazioni agli US Open e perde al primo turno da Collin Altamirano.

### 2015: finale all'ATP di San Paolo, primo titolo Challenger in singolare e best ranking
Per la prima volta in carriera, a quasi trent'anni, nel gennaio 2015 entra nel tabellone principale di un torneo ATP a Chennai e viene eliminato al primo turno da Ričardas Berankis con il punteggio di 1-6 6-2 5-7. Alle qualificazioni degli Australian Open supera il primo turno battendo Peđa Krstin e viene sconfitto al secondo dal belga Authom.
A inizio febbraio entra per la prima volta in carriera nel tabellone principale di un torneo ATP senza passare dalle qualificazioni a Quito e viene subito sconfitto da Dušan Lajović con il punteggio di 7-6 6-4. La settimana seguente supera le qualificazioni all'Atp 250 di Sao Paulo battendo al turno decisivo Daniel Gimeno Traver con il punteggio di 6-4 6-4. Lo spagnolo Feliciano López, testa di serie n° 1 del torneo, annuncia il ritiro dal tabellone e Vanni prende il suo posto passando direttamente al secondo turno. Sconfigge nell'ordine Thiemo de Bakker, Dusan Lajovic e João Souza e accede per l'unica volta in carriera a una finale del circuito maggiore. Il 15 febbraio 2015 perde nell'atto conclusivo contro Pablo Cuevas con il punteggio di 4-6, 6-3, 6(4)–7. Grazie a questo risultato sale alla posizione n° 108 della classifica mondiale.
La settimana successiva esce al primo turno al torneo Atp 250 di Marsiglia per mano di Simone Bolelli. Nei mesi successivi esce al primo turno nelle qualificazioni dei Master 1000 di Miami e Montecarlo. Supera per la prima volta le qualificazioni di un Masters 1000 al torneo ATP di Madrid e consegue la prima vittoria in questa categoria battendo al primo turno il nº 26 del mondo Bernard Tomić; al secondo turno viene eliminato da Simone Bolelli. La vittoria gli consente di stabilire il best ranking, entrando per la prima volta nella top 100 mondiale, in 100ª posizione.
Al successivo Masters di Roma viene eliminato al primo turno da Nicolás Almagro in due set. In questo torneo debutta anche in doppio in coppia con Paolo Lorenzi e vengono eliminati all'esordio da Cabal e Farah. Supera le qualificazioni al Roland Garros esordendo così anche in un torneo dello Slam. Entra nel tabellone principale anche a Wimbledon in qualità di lucky loser grazie al ritiro della testa di serie numero 5 David Ferrer e viene sconfitto al primo turno da James Ward con lo score di 7-6, 2-6, 4-6, 3-6.
Ad agosto si aggiudica il primo Challenger in carriera in singolare a Portorose, battendo in finale il giocatore di casa Grega Žemlja per 6-3 7-6. A settembre ottiene la migliore prestazione dell'anno in doppio raggiungendo la finale allo Shanghai Challenger in coppia con Thomas Fabbiano e vengono sconfitti da Wu Di e Yi Chu-Huan per 6-3, 7-5. A ottobre perde la semifinale al Brest Challenger contro Benoît Paire, nº 23 ATP e testa di serie nº 1, e quella al Challenger di Brescia contro Igor Sijsling. Chiude l'anno alla posizione nº 106 del ranking mondiale.

### 2016: tre titoli Challenger
La classifica vicina alla 100ª posizione gli permette di partecipare ad alcuni tornei dell'ATP World Tour a inizio stagione; a Chennai elimina al primo turno Struff e perde al secondo contro Bedene; eliminato al primo turno delle qualificazioni degli Australian Open, esce al primo turno del main draw nei tornei di Montpellier, Memphis e San Paolo. Non conferma la finale del 2015 di San Paolo, retrocede intorno alla centocinquantesima posizione del ranking ATP e non ha più diretto accesso ai tabelloni del circuito maggiore. Esce all'incontro di esordio nelle qualificazioni per i Master 1000 di Miami e Roma, al 250 dell'Estoril e al Roland Garros. Anche nei tornei Challenger di inizio stagione stenta a fare risultati: il primo successo dell'anno lo ottiene al Challenger di Segovia, a fine luglio, battendo in finale Illja Marčenko.
Eliminato al primo turno di qualificazione anche agli US Open, torna a disputare un torneo ATP a fine settembre superando le qualificazioni a Shenzen e viene eliminato al primo turno da Wittinghton che lo supera in tre set. A novembre arrivano i migliori risultati stagionali con la conquista di due titoli Challenger, il primo a Brescia, battendo in finale in tre set Grigelis, e la settimana successiva si impone anche ad Andria, dove supera in semifinale in tre set il nº 115 ATP Stachovs'kyj e sconfigge in finale in rimonta il ventenne Matteo Berrettini conquistando il quarto titolo di categoria in carriera e chiudendo l'anno al 157º posto del ranking. Anche in doppio il miglior risultato è arrivato in coda alla stagione con la finale raggiunta assieme a Chiudinelli al Brest Challenger.

### 2017: prima partecipazione agli Australian Open
Inizia la stagione uscendo al primo turno di qualificazione a Doha e a Sydney. Agli Australian Open supera le qualificazioni battendo in sequenza Gaio, Sarkissian e Satral, centrando per la prima volta in carriera il main draw. Al primo turno affronta il numero 10 mondiale Berdych e, dopo aver perso il primo set 6-1, si ritira a causa di problemi fisici. Nei mesi successivi gioca numerosi Challenger, soprattutto asiatici, raggiungendo le semifinali in singolare a Shenzen e a Zhuhai in doppio. Si riaffaccia nel circuito maggiore a Marrakech, dove supera le qualificazioni e al primo turno del tabellone principale viene eliminato da Veselý per 6-2, 6-3.
Dopo l'uscita al primo turno in due Challenger cinesi, perde al terzo set contro il forte sudafricano Ken Anderson al primo turno di qualificazione degli Internazionali d'Italia e al secondo delle qualificazioni al Roland Garros. Nella stagione sull'erba perde al primo turno al Challenger di Nottingham, alle qualificazioni del torneo ATP di Halle e di Wimbledon. Tornato in Italia raggiunge la semifinale nel Challenger di Recanati, superato da Mirza Bašić. Anche alle qualificazioni degli US Open esce al primo turno, battuto dal canadese Dancevic. Nell'ultima parte della stagione il risultato di maggior rilievo sono le semifinali raggiunte agli Internationaux de Tennis de Vandée in novembre.

### 2018: un titolo Challenger
A inizio stagione esce al primo turno nelle qualificazioni degli Australian Open e del 250 di Sofia. Esce al secondo turno nei Challenger di Cherbourg e Bergamo. Con la conseguente discesa in classifica, torna a giocare nei Futures raggiungendo le semifinali a Trento e torna a disputare una finale al Futures di  S. Margherita di Pula, dopo quasi un anno e mezzo da quella giocata al Challenger di Andria, e viene battuto da Juan Pablo Ficovich. Il mese successivo torna a disputare un finale Challenger a Glasgow con i successi su Jankovits, Milojević (numero due del tabellone), Ortega-Olmedo e Matteo Viola; all'atto decisivo cede al numero uno del torneo Lacko con il punteggio di 4-6, 7-6, 6-4. Il successo in un Challenger arriva il successivo 19 maggio al torneo di Samarcanda, battendo con il punteggio di 6-4 6-4 Mario Vilella Martínez in quella che sarà l'ultima finale nella carriera di Vanni.
Giunge al terzo e decisivo turno di qualificazione per il torneo di Wimbledon e viene sconfitto in quattro set da Stéphane Robert. Viene invece estromesso al primo turno alle qualificazioni degli US Open da Gregoire Barrere. A settembre torna a disputare un match di un ATP 250 a San Pietroburgo; dopo aver superato le qualificazioni viene sconfitto al primo turno da Bautista Agut. Il miglior risultato nei successivi tornei challenger lo ottiene a Orleans dove raggiunge l'ultima semifinale della stagione. Chiude così il 2018 poco oltre la posizione 160 del ranking ATP avanzando quindi di una settantina di posizioni rispetto alla chiusura della stagione precedente.

### 2019: intervento chirurgico e il rientro
Dopo due anni Vanni entra di nuovo nel tabellone principale di uno Slam, passando dalle qualificazioni agli Australian Open, dove vince il derby con Alessandro Giannessi ed elimina poi l'ucraino Serhij Stachovs'kyj e il giapponese Hiroki Moriya. Al primo turno si trova opposto alla ventitreesima testa di serie del torneo, lo spagnolo Pablo Carreño Busta, contro il quale cede soltanto nella quinta partita dopo essere stato in vantaggio per due set a zero. Nei mesi successivi tenta, senza successo, le qualificazioni a Sofia, Indian Wells e Miami.
In primavera si sottopone ad un intervento per rimuovere una calcificazione al tendine rotuleo: torna sui campi da gioco a Wimbledon e viene eliminato al primo turno di qualificazione da Eubanks. Bisogna però attendere settembre per ritrovare un match vinto dal toscano: i Challenger estivi disputati in Italia prima, a Segovia e Portorose poi, lo vedono infatti uscire sempre sconfitto all'esordio. Le sporadiche vittorie nei tornei successivi contribuiscono ad un peggioramento ulteriore della sua classifica che, in settembre, lo vede scivolare alla 403ª posizione del ranking ATP. Il miglior risultato dopo l'intervento arriva al Challenger di Ortisei dove supera Ehrat, Baldi e Pellegrino e raggiunge la prima semifinale dal settembre 2018.

### 2020-2021: nuovi problemi fisici e ritiro
Non ottiene risultati di rilievo nei 4 tornei giocati a inizio 2020, prima della lunga pausa del tennis mondiale dovuta al COVID 19. Non rientra alla ripresa delle attività ad agosto, disputa un solo torneo a novembre e raggiunge i quarti di finale al Challenger di Parma. I problemi fisici che lo affliggono in questi anni, in particolare quelli alle ginocchia, condizionano il suo rendimento anche nel 2021, la sua ultima stagione da professionista. Raggiunge i quarti in singolare solo nell'unico torneo ITF disputato, ad agosto annuncia il ritiro e gioca il suo ultimo torneo a novembre al Challenger di Roanne, dove supera le qualificazioni e viene eliminato al primo turno da Radu Albot.

## Carriera da allenatore
Subito dopo il ritiro inizia l'attività di allenatore ed entra per un anno nello staff tecnico di Andrea Pellegrino, contribuendo a portarlo alla 136ª posizione nel ranking mondiale di singolare. Continua inoltre a giocare nei campionati italiani societari di Serie A1 per il Tennis Club Sinalunga. Alla fine del 2022 entra come maestro per i giovani al Piatti Tennis Center di Riccardo Piatti a Bordighera.

## Statistiche

### Singolare

#### Finali perse (1)
| Legenda              |
| Grande Slam (0)      |
| ATP Finals (0)       |
| ATP Masters 1000 (0) |
| ATP Tour 500 (0)     |
| ATP Tour 250 (1)     |

| Nº | Data             | Torneo                 | Superficie  | Avversario in finale | Punteggio        |
| 1. | 15 febbraio 2015 | Brasil Open, San Paolo | Terra rossa | Pablo Cuevas         | 4-6, 6-3, 6(4)–7 |

### Tornei minori

#### Singolare

##### Vittorie (21)
| Legenda tornei minori |
| Challenger (5)        |
| Futures (16)          |

| Nº  | Data              | Torneo                                            | Superficie    | Avversario in finale   | Punteggio           |
| 1.  | 14 agosto 2006    | Italy F26, Avezzano                               | Terra rossa   | Marco Di Vuolo         | 2-6, 6-2, 7–6(5)    |
| 2.  | 8 giugno 2008     | Ukraine F1, Čerkasy                               | Terra rossa   | Dmytro Petrov          | 7–6(5), 7-5         |
| 3.  | 15 giugno 2008    | Ukraine F2, Čerkasy                               | Terra rossa   | Denys Molčanov         | 6-4, 6-3            |
| 4.  | 15 marzo 2010     | Switzerland F1, Taverne                           | Sintetico (i) | Marc Meigel            | 6-3, 6-3            |
| 5.  | 5 settembre 2010  | Italy F24, Trieste                                | Terra rossa   | Andrea Falgheri        | 7-5, 6(6)–7, 6-3    |
| 6.  | 13 settembre 2010 | Italy F25, Siena                                  | Terra rossa   | Filippo Leonardi       | 6-2, 1-6, 7–6(5)    |
| 7.  | 28 agosto 2011    | Italy F24, Piombino                               | Terra rossa   | Josselin Ouanna        | 6-3, 6-2            |
| 8.  | 14 maggio 2012    | Italy F8, Bergamo                                 | Terra rossa   | Claudio Grassi         | 6-3, 6-2            |
| 9.  | 18 giugno 2012    | Italy F13, Padova                                 | Terra rossa   | Jonathan Gonzalia      | 6(3)–7, 6-3, 6-4    |
| 10. | 17 febbraio 2014  | Italy F1, Sondrio                                 | Cemento (i)   | Moritz Baumann         | 6-2, 7-5            |
| 11. | 24 febbraio 2014  | Italy F2, Rovereto                                | Sintetico (i) | Stefano Napolitano     | 6-3, 6-3            |
| 12. | 4 maggio 2014     | Italy F12, Santa Margherita di Pula               | Terra rossa   | Alessio Di Mauro       | 6-1, 3-1 Rit.       |
| 13. | 11 maggio 2014    | Italy F13, Santa Margherita di Pula               | Terra rossa   | Florian Fallert        | 7-5, 6-3            |
| 14. | 1º giugno 2014    | Italy F16, Cesena                                 | Terra rossa   | Mitchell Krueger       | 4-6, 6-3, 6-1       |
| 15. | 15 giugno 2014    | Italy F18, Napoli                                 | Terra rossa   | Mitchell Krueger       | 6-3, 6-3            |
| 16. | 6 luglio 2014     | Italy F21, Mantova                                | Terra rossa   | Ivo Klec               | 6-4, 6-4            |
| 17. | 15 agosto 2015    | Tilia Slovenia Open, Portorose                    | Cemento       | Grega Žemlja           | 6–3, 7–6(6)         |
| 18. | 31 luglio 2016    | Open Castilla y León, Segovia                     | Terra rossa   | Illja Marčenko         | 6-4, 3-6, 6-3       |
| 19. | 20 novembre 2016  | Internazionali Città di Brescia, Brescia          | Sintetico (i) | Laurynas Grigelis      | 6(5)–7, 6-4, 7–6(8) |
| 20. | 27 novembre 2016  | Internazionali di Tennis Castel del Monte, Andria | Sintetico (i) | Matteo Berrettini      | 5-7, 6-0, 6-3       |
| 21. | 19 maggio 2018    | Samarkand Challenger, Samarcanda                  | Terra rossa   | Mario Vilella Martínez | 6-4, 6-4            |

##### Finali perse (10)
| Legenda tornei minori |
| Challenger (2)        |
| Futures (8)           |

| Nº  | Data              | Torneo                             | Superficie  | Avversario in finale | Punteggio        |
| 1.  | 12 agosto 2007    | Italy F26, Avezzano                | Terra rossa | Valery Rudnev        | 3-6, 6-2, 6(5)–7 |
| 2.  | 6 luglio 2008     | Italy F20, Bologna                 | Terra rossa | Tomas Tenconi        | 7–6(5), 4-6, 3-6 |
| 3.  | 19 settembre 2010 | Italy F26, Porto Torres            | Terra rossa | Claudio Grassi       | 6-3, 4-6, 4-6    |
| 4.  | 17 ottobre 2010   | Italy F30, Reggio Calabria         | Terra rossa | Alessio Di Mauro     | 6(4)–7, 4-6      |
| 5.  | 25 settembre 2011 | Italy F28, Brusaporto              | Terra rossa | Philipp Oswald       | 6-4, 4-6, 3-6    |
| 6.  | 20 maggio 2012    | Italy F9, Pozzuoli                 | Terra rossa | Andrea Arnaboldi     | 1-6, 4-6         |
| 7.  | 19 gennaio 2014   | Israel F1, Eilat                   | Cemento     | Martin Vaisse        | 6(3)–7, 3-6      |
| 8.  | 20 luglio 2014    | Kaohsiung Cup, Kaohsiung           | Cemento     | Lu Yen-hsun          | 7–6(7), 4-6, 4-6 |
| 9.  | 7 aprile 2018     | Italy F6, Santa Margherita di Pula | Terra rossa | Juan Pablo Ficovich  | 3-6, 6(5)–7      |
| 10. | 6 maggio 2018     | Glasgow Trophy, Glasgow            | Cemento (i) | Lukáš Lacko          | 6-4, 6(3)–7, 4-6 |

#### Doppio

##### Vittorie (15)
| Legenda tornei minori |
| Challenger (1)        |
| Futures (14)          |

| Nº  | Data              | Torneo                              | Superficie    | Compagno           | Avversari in finale                       | Punteggio              |
| 1.  | 23 luglio 2006    | Italy F23, Palazzolo                | Terra rossa   | Sergei Demekhine   | Hermes Gamonal Guillermo Hormazabal       | 6-2, 6-3               |
| 2.  | 12 agosto 2007    | Italy F26, Avezzano                 | Terra rossa   | Massimo Capone     | Reda El Amrani Mehdi Ziadi                | 6-3, 6-0               |
| 3.  | 11 maggio 2008    | Bulgaria F1, Sofia                  | Terra rossa   | Bogdan Leonte      | Frederic De Fays Germain Gigounon         | 7–6(3), 6-3            |
| 4.  | 22 marzo 2009     | Italy F3, Roma                      | Terra rossa   | Daniele Giorgini   | Damiano Di Ienno Ismar Gorcic             | 2-6, 7-5, [10-8]       |
| 5.  | 28 giugno 2009    | Italy F16, Castelfranco Veneto      | Terra rossa   | Federico Torresi   | Richard Ruckelshausen Bertram Steinberger | 7–6(6), 6(5)–7, [10-6] |
| 6.  | 23 agosto 2009    | Italy F24, Este                     | Cemento       | Federico Torresi   | Daniel Danilovic Goran Tošić              | 6-4, 6-3               |
| 7.  | 24 luglio 2011    | Italy F19, Fano                     | Terra rossa   | Stefano Ianni      | César Ramírez Nima Roshan                 | 6(2)–7, 6-3, [10-6]    |
| 8.  | 28 agosto 2011    | Italy F24, Piombino                 | Cemento       | Enrico Iannuzzi    | Simon Cauvard Matteo Volante              | 6-4, 2-6, [10-4]       |
| 9.  | 18 settembre 2011 | Internazionali dell'Umbria, Todi    | Terra rossa   | Stefano Ianni      | Martin Fischer Alessandro Motti           | 6–4, 1–6, [11–9]       |
| 10. | 25 settembre 2011 | Italy F28, Brusaporto               | Terra rossa   | Enrico Iannuzzi    | Ante Pavić Matteo Volante                 | 6-3, 6(4)–7, [11-9]    |
| 11. | 16 ottobre 2011   | Morocco F8, Tangeri                 | Terra rossa   | Matteo Viola       | Roman Jebavý Jan Satral                   | 6-3, 7-5               |
| 12. | 13 ottobre 2013   | Italy F29, Palermo                  | Terra rossa   | Walter Trusendi    | Riccardo Bonadio Federico Maccari         | 6-2, 6-3               |
| 13. | 23 febbraio 2014  | Italy F2, Rovereto                  | Sintetico (i) | Marco Crugnola     | Fabrice Martin Hugo Nys                   | 6-4, 6-4               |
| 14. | 4 maggio 2014     | Italy F12, Santa Margherita di Pula | Terra rossa   | Riccardo Sinicropi | Daniele Giorgini Matteo Volante           | 7–6(3), 7-5            |
| 15. | 1º giugno 2014    | Italy F16, Cesena                   | Terra rossa   | Walter Trusendi    | Daniele Giorgini Matteo Volante           | 6-4, 1-6, [12-10]      |

##### Finali perse (19)
| Legenda tornei minori |
| Challenger (3)        |
| Futures (16)          |

| Nº  | Data                      | Torneo                              | Superficie    | Compagno           | Avversari in finale                    | Punteggio              |
| 1.  | 16 luglio 2006            | Italy F22, Carpi                    | Terra rossa   | Sergei Demekhine   | Mattia Livraghi Matteo Volante         | 6-1, 6(8)–7, 4-6       |
| 2.  | 20 maggio 2007            | Italy F14, Pozzuoli                 | Terra rossa   | Sergei Demekhine   | Alejandro Fabbri Antonio Pastorino     | 1-6, 5-7               |
| 3.  | 20 gennaio 2008, Bergheim | Austria F1                          | Sintetico (i) | Massimo Dell'Acqua | Marcin Gawron Blazej Koniusz           | 3-6, 6(0)–7            |
| 4.  | 29 giugno 2008            | Norway F3, Oslo                     | Terra rossa   | Fabio Colangelo    | Fabrice Martin Lance Vodicka           | Walkover               |
| 5.  | 24 agosto 2008            | Italy F27, Este                     | Terra rossa   | Alessandro Da Col  | Luka Belic Marin Bradaric              | 7–6(6), 6(3)–7, [7-10] |
| 6.  | 31 maggio 2009            | Italy F12, Cesena                   | Terra rossa   | Federico Torresi   | Guillermo Alcaide Nikolai Nesterov     | 6(9)–7, 6-3, [8-10]    |
| 7.  | 11 ottobre 2009           | Italy F31, Napoli                   | Cemento       | Claudio Grassi     | Stefano Ianni Matteo Volante           | 6(9)–7, 6-3, [8-10]    |
| 7.  | 26 giugno 2010            | Italy F14, Aosta                    | Terra rossa   | Federico Torresi   | Morgan Phillips Bertram Steinberger    | 5-7, 7–6(4), [11-13]   |
| 8.  | 12 settembre 2010         | Italy F25, Siena                    | Terra rossa   | Federico Torresi   | Massimo Capone Marco Viola             | 6(2)–7, 6-2, [2-10]    |
| 9.  | 20 marzo 2011             | Italy F2, Cividino                  | Cemento (i)   | Enrico Iannuzzi    | Enrico Fioravante Cristian Rodríguez   | 4-6, 6(16)–7           |
| 10. | 26 giugno 2011            | Italy F15, Viterbo                  | Terra rossa   | Federico Torresi   | Patrik Brydolf Adam Chadaj             | 2-6, 6-1, [8-10]       |
| 11. | 29 gennaio 2012           | Israel F3, Eilat                    | Cemento       | Enrico Iannuzzi    | Maxim Dubarenco Dominic Thiem          | 6(5)–7, 6(2)–7         |
| 12. | 18 marzo 2012             | Switzerland F1, Taverne             | Sintetico (i) | Enrico Iannuzzi    | Gero Kretschmer Jakob Sude             | 4-6, 5-7               |
| 13. | 17 giugno 2012            | Italy F13, Padova                   | Terra rossa   | Marco Stancati     | Claudio Grassi Matteo Volante          | 2-6, 0-6               |
| 14. | 9 luglio 2012             | Lima Challenger, Lima               | Terra rossa   | Claudio Grassi     | Facundo Argüello Agustín Velotti       | 6(4)–7, 6(5)–7         |
| 15. | 1º settembre 2013         | Italy F23, Piombino                 | Cemento       | Antoine Benneteau  | Claudio Grassi Riccardo Ghedin         | 4-6, 7–6(5), 7-10      |
| 16. | 6 aprile 2014             | Qatar F1, Doha                      | Cemento       | Lorenzo Frigerio   | Liam Broady Joshua Ward Hibbert        | 3-6, 5-7               |
| 17. | 27 aprile 2014            | Italy F11, Santa Margherita di Pula | Terra rossa   | Lorenzo Frigerio   | Albert Alcaraz Ivorra Gonçalo Oliveira | 6-1, 5-7, [9-11]       |
| 18. | 13 settembre 2015         | Shanghai Challenger, Shanghai       | Cemento       | Thomas Fabbiano    | Wu Di Yi Chu-huan                      | 3-6, 5-7               |
| 19. | 22 ottobre 2016           | Brest Challenger, Brest             | Cemento (i)   | Marco Chiudinelli  | Sander Arends Mateusz Kowalczyk        | 7–6(2), 3-6, [5-10]    |